# Солодухо, Яков Семёнович
Яков Семёнович Солодухо (23 февраля (8 марта) 1911, Середа — 16 марта 1987, Москва) — советский композитор и музыкально-общественный деятель. Заслуженный деятель искусств РСФСР (1973).

## Биография
Яков Семёнович Солодухо родился в 1911 году в селе Середа, в семье медиков. Окончил московскую консерваторию: в 1936 году — историко-теоретический факультет, в 1937 году — класс композиции у А. Н. Александрова. В 1937—1939 годах — ассистент С. Н. Василенко по классам инструментовки и чтения партитур. В 1939—1945 годах — в действующей армии, в 1945—1953 годах — ответственный редактор, заместитель главного редактора музыкального вещания Всесоюзного радиокомитета. Председатель комиссии музыки народов СССР Союза Композиторов (1953—1974). Опубликовал статьи по вопросам советского музыкального искусства.

## Сочинения
Автор произведений в различных жанрах: оперы — «Город мастеров», «Северная повесть»; оратория «Песни века» (слова Р. И. Рождественского); кантаты: «Молодость», «Сердце мира», «Советский солдат», ода «Ленин с нами». Для оркестра: симфония (1938); симфонические поэмы; «Зоя» (1950), «Героям Октября» (1958), «Торжественная песнь» (1977). Для инструментов с оркестром: концерт для скрипки с оркестром (1955), «Лирическая поэма» для струнных, оркестра, фортепиано и литавр (1964). Около ста хоров, в том числе знаменитый хор «Снежинки». Романсы, вокальные циклы, музыка для детей, музыка к спектаклям.